# U-Bahn-Station Rochusgasse
Rochusgasse is een metrostation in het district Landstraße van de Oostenrijkse hoofdstad Wenen. Het station werd geopend op 6 april 1991 en wordt bediend door lijn U3. De straat en het station zijn genoemd naar de beschermheilige van de nabijgelegen Rochuskirche.

## Geschiedenis
Op 26 januari 1968 werd besloten om een metronet aan te leggen met drie lijnen. De nadere uitwerking van het metronet, de U-Bahn-Netzvariante M uit 1970, omvatte een veel groter net waarin Rochusgasse was opgenomen aan de U3 die ten zuiden van de binnenstad onder de Landstraßer Hauptstraße zou komen. Gewijzigde plannen betekende dat de U3, en daarmee het station, iets oostelijker onder de Hainburger Straße kwam.

## Ligging en inrichting
Het station heeft een eilandperron op niveau -2 onder de Hainburger Straße tussen de Salmgasse en de Hintzerstraße parallel aan de Landstraßer Hauptstraße. De toegangen op de uiteinden van de perrons zijn allebei voorzien van vaste trappen rolttrappen en liften. De toegang aan de stadszijde ligt bij de Rochusmarkt het middelpunt van het winkelgebied langs de Landstraßer Hauptstraße. De toegang aan de zuidkant ligt in het Rochuspark dat tegelijk met het metrostation werd aangelegd. Het park is via een passage verbonden met de Landstraßer Hauptstraße. Bij het station kan worden overgestapt op de buslijnen 4A en 74A.
Langs de sporen zijn archeologische vondsten uit het Romeinse Vindobona tentoongesteld. Het zijn drie architraven, een stenen kegelvrucht en twee kapitelen die tijdens de metrobouw in de Kärntner Straße werden opgegraven. De kegelvrucht was al in 1896 gevonden. De vondsten horen bij elkaar en zijn allemaal afkomstig van een grafmonument of een kleine tempel.

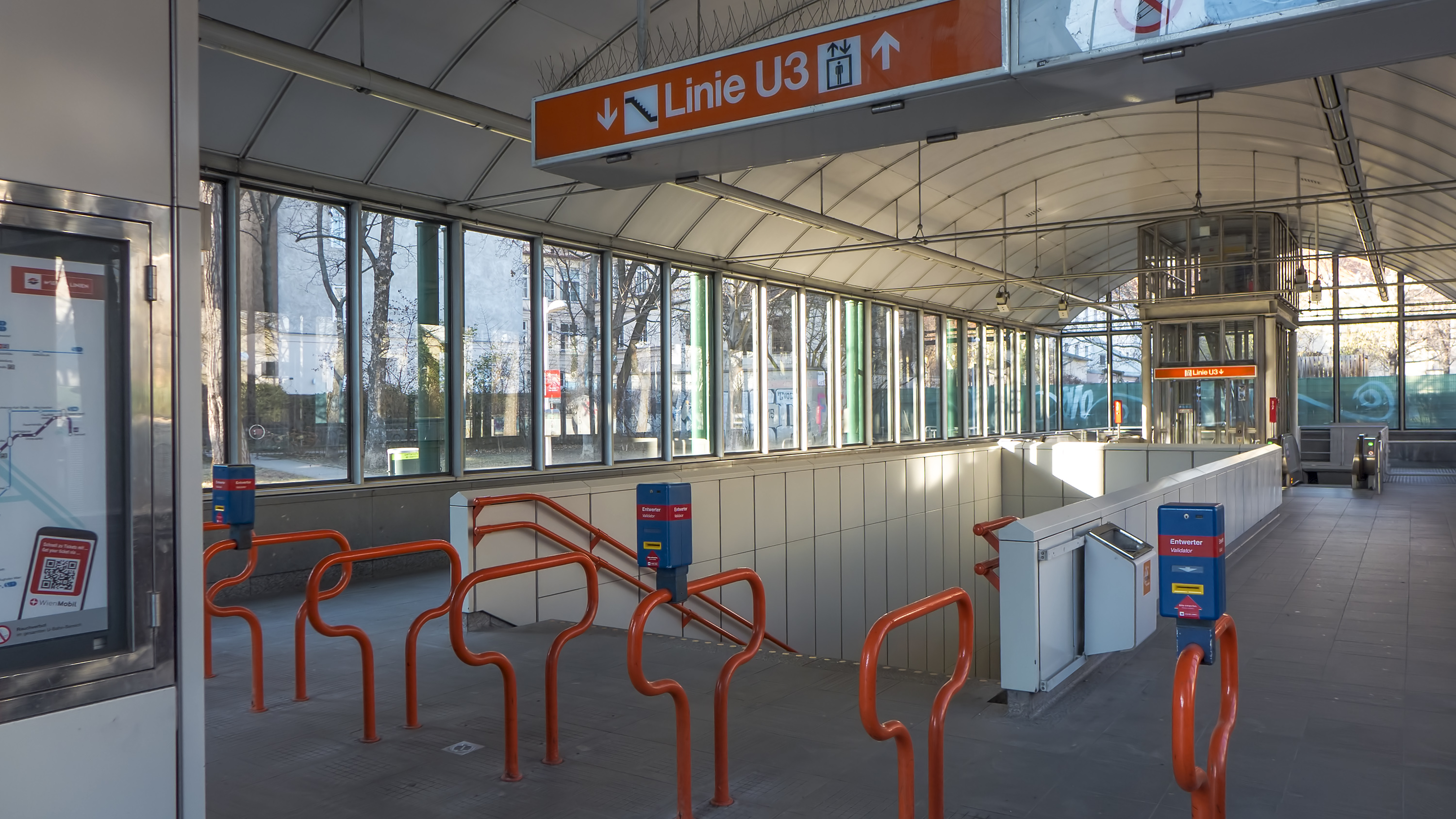
De toegang in het Rochuspark.
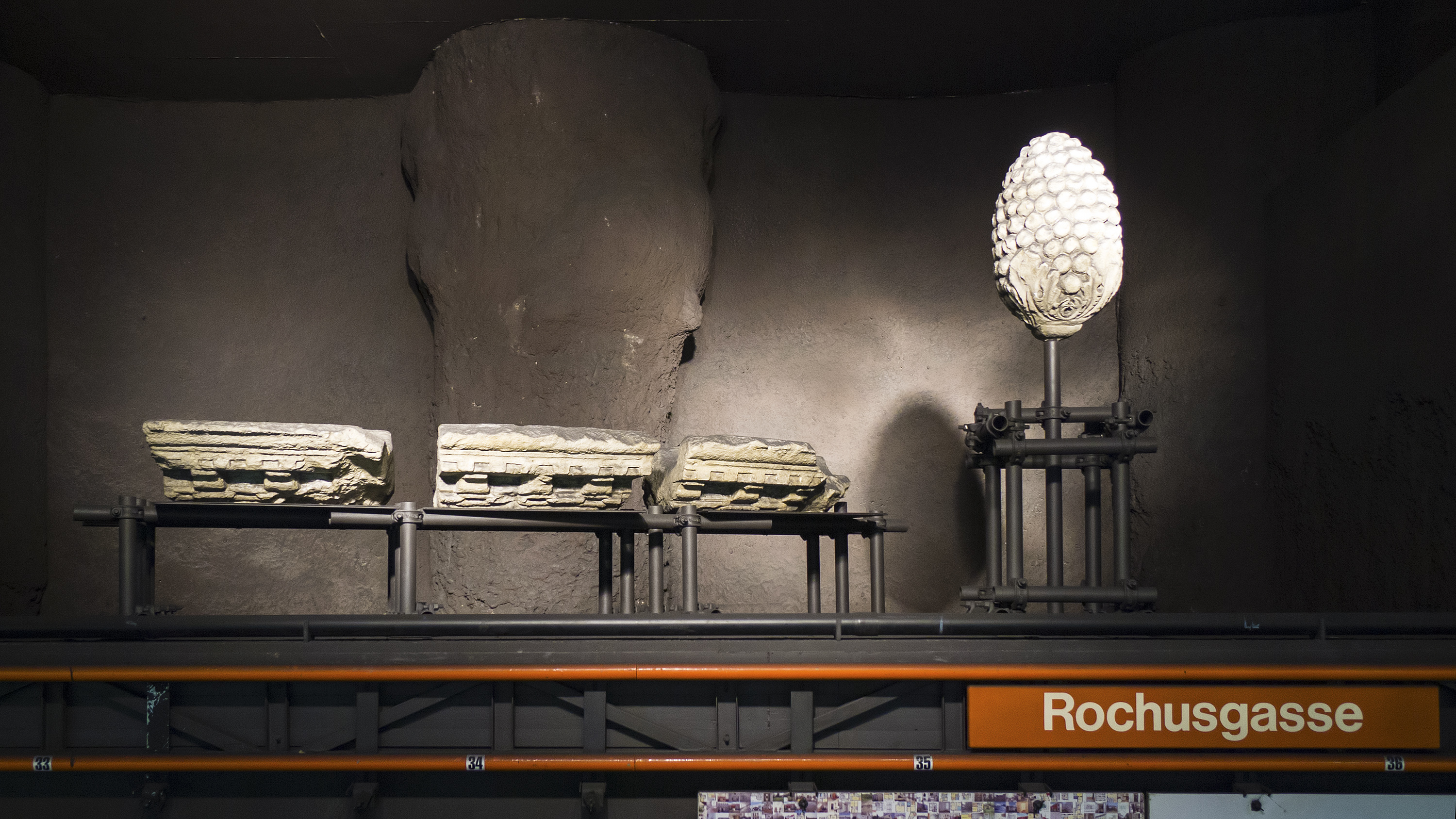
De archeologische vondsten.